# Richard Rowley
Richard Rowley, né en 1975, est producteur de cinéma et réalisateur de films documentaires américain. Rowley et son compatriote Jeremy Scahill ont été nommés pour un « Academy Award » dans la catégorie des meilleurs longs métrages documentaires, avec le film de 2013, Sales guerres ((en) Dirty wars).

## Productions
- La Quatrième Guerre mondiale (The Fourth World War, 2003).
- This is what Democracy looks like (2000).
- Zapatista (1999).